# Kammerjunker (Gebäck)

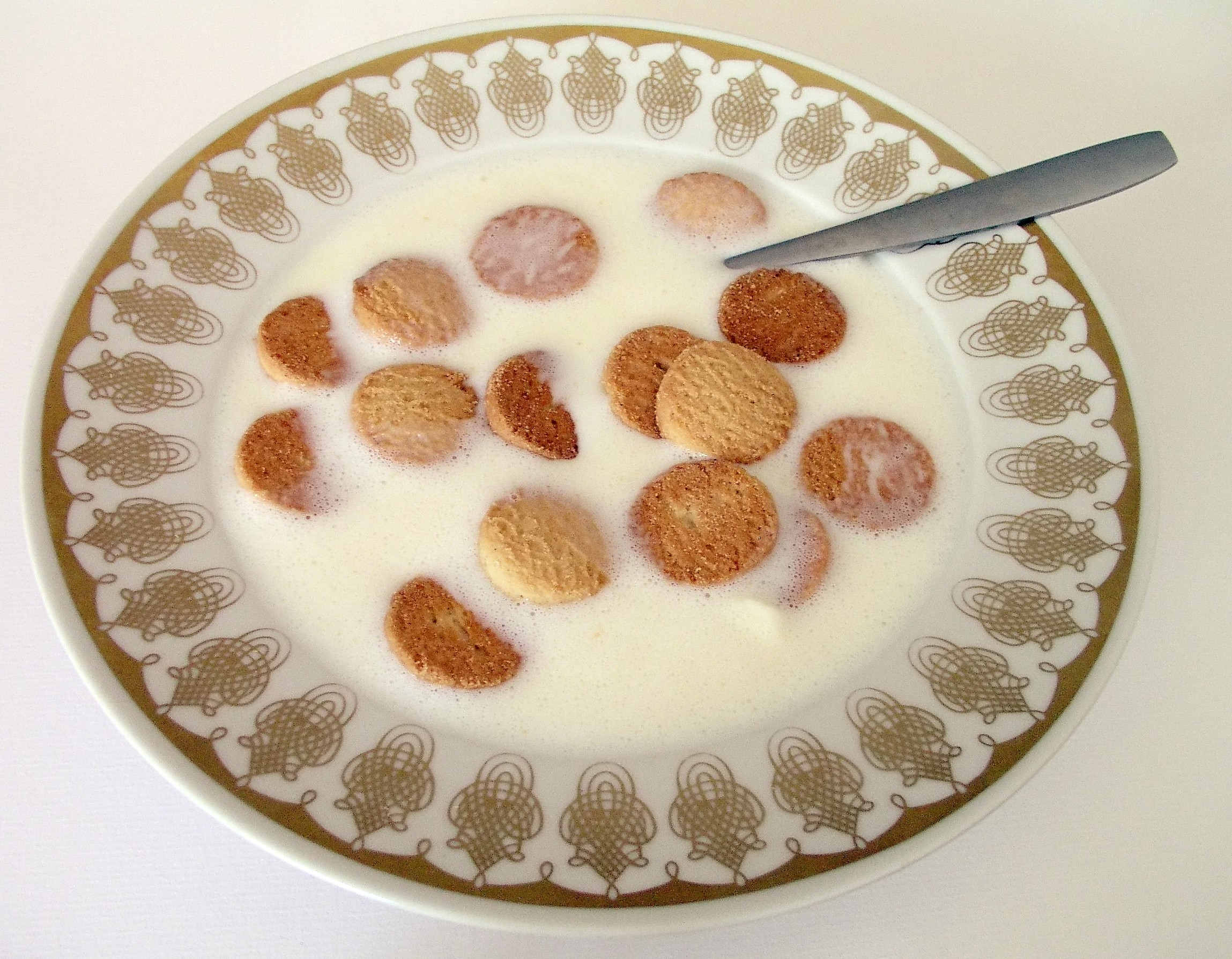
Koldskål mit Kammerjunkern obenauf

Kammerjunker sind ein dänisches Gebäck, das vorwiegend zusammen mit Koldskål gegessen wird.
Sie bestehen aus Weizenmehl, Butter, Ei, Milch, Zucker und Backpulver. Variiert werden sie auch mit Zitronenschale und Kardamom oder Vanille. Der Teig wird zu kleinen Kugeln oder Rollen geformt, gebacken, auf- beziehungsweise in Scheiben geschnitten und erneut gebacken.